# 광주 원효사 소장 만수사 범종
광주 원효사 소장 만수사 범종(光州 元曉寺 所藏 萬壽寺 梵鍾)은 광주광역시 북구 금곡동 원효사에 있는 조선시대의 범종이다. 1989년 3월 20일 광주광역시의 유형문화재 제15호로 지정되었다.

## 개요
조선시대에 만들어진 총 높이 86cm, 몸체 높이 66cm, 입 지름 63cm인 범종이다.
종을 매다는 부분인 용뉴는 각각 여의주을 물고 있는 2마리의 용으로 장식하였는데, 용머리 위에도 불꽃에 휩싸인 1개의 여의주을 장식하였다. 용머리 장식이나 발의 조각기법은 약간 경직되어 있다. 음통을 대신하여 종의 윗부분에 2cm 정도의 구멍을 종의 윗부분에 뚫었다.
종 위쪽 띠에는 범자 문양 띠를 둘렀으며, 띠 아래에는 사각형의 유곽과 4구의 보살상이 동일선상에 번갈아 배치되었다. 유곽과 보살상 사이에 왕실의 안녕을 비는 글이 새겼다. 유곽 안에는 연꽃무늬의 바탕에 연봉오리 모양의 9개의 유두가 도드라지게 새겨 있다. 유곽 아래에 새긴 글로 보아 이 종이 숙종 36년(1710) 만수사에서 만들었음을 알 수 있다.
이 종은 몸체 높이와 입 지름의 비율이 거의 1:1로 전형적인 조선종의 비율을 지니고 있으나, 용뉴 부위의 표현이 경직되고 음통대신 음구멍을 넣는 등 양식의 퇴화가 엿 보인다. 또 당좌 및 하대의 문양이 없어지는 등 조선후기 범종의 특징이 나타나는 점에서, 범종의 양식 변화를 연구하는데 중요한 자료가 된다.

## 같이 보기
- 원효사

## 참고 자료
- 원효사소장만수사범종 - 국가유산청 국가유산포털